# Le Joueur de flûte (film, 1972)
Pour les articles homonymes, voir Le Joueur de flûte.
Pour plus de détails, voir Fiche technique et Distribution.
Le Joueur de flûte (titre original : The Pied Piper) est un film américano-britannique, réalisé par Jacques Demy en 1971, sorti en 1972.
Il s'agit d'une adaptation de la légende allemande Le joueur de flûte de Hamelin, rapportée par les frères Grimm.

## Synopsis
En 1349, alors que la peste noire ravage l'Allemagne, un mystérieux pèlerin se joint à une troupe de comédiens ambulants qui se rend dans la cité de Hamelin encore épargnée par l'épidémie.
Les rats, annonciateurs de la peste, envahissent la cité. Melius, un vieux médecin juif, essaie de mettre au point un remède pour se protéger de la maladie, aidé par un jeune homme boiteux qui aspire à devenir peintre. Sa science se heurte au dogme de l'Église, le clergé préfère voir dans la maladie un signe du Ciel pour punir les hommes de leurs péchés. Par ailleurs, le fils du seigneur préfèrerait que Melius mette sa science au service de l'alchimie pour lui procurer de l'or, ou même quelque chose ressemblant à de l'or. Le vieux Juif, en avance sur son époque, est condamné à mort par le tribunal d'Inquisition et brûlé vif sur un bûcher, regrettant que ses travaux n'aient pu aboutir et que son nom ne passe à la postérité. Le fils du seigneur cupide est frappé par les premiers signes de la peste.
Le joueur de flûte de la troupe, doué de pouvoirs magiques, propose au maire de libérer la ville des rongeurs contre une récompense. Le magistrat feint d'accepter et le jeune musicien charme les rats au son de son instrument, les forçant à le suivre jusqu'à une rivière, où ils se noient. Lorsqu'il réclame sa récompense, le flûtiste se voit éconduit. Pour se venger, il utilise le même stratagème pour enlever tous les enfants de la cité et disparaît avec eux.
Le reste de la troupe quitte la ville pour la Hollande, emmenant avec elle le jeune aspirant peintre, qui pourra étudier son art à Amsterdam.

## Fiche technique
- Titre : The Pied Piper
- Réalisation : Jacques Demy
- Scénario : Andrew Birkin, Jacques Demy, Mark Peploe
- Musique composée et chantée par : Donovan
- Décors : Assheton Gorton; filmé à Rothenburg ob der Tauber
- Costumes : Vangy Harrison
- Image : Peter Suschitzky
- Son : Tony Jackson
- Montage : John Trumper
- Pays d'origine :  États-Unis /  Royaume-Uni
- Sociétés de production : Sagittarius Productions
- Genre : film musical, drame et fantastique
- Durée : 86 minutes
- Dates de sorties : 
  - Royaume-Uni : 17 décembre 1972
  - France : 31 décembre 1975

## Distribution
- Donovan (VF : Yves-Marie Maurin) : le joueur de flûte
- Jack Wild (VF : Pierre Guillermo) : Gavin
- Cathryn Harrison (en) (VF : Sylviane Margollé) : Lisa
- Donald Pleasence (VF : Georges Aubert) : le baron
- John Hurt (VF : Daniel Gall) : Franz
- Michael Hordern (VF : Jean-Henri Chambois) : Melius
- Roy Kinnear (VF : Philippe Dumat) : Poppendick, le maire de Hamelin
- Peter Vaughan (VF : Jean Berger) : l'évêque
- Diana Dors (VF : Perrette Pradier) : dame Poppendick
- Keith Buckley (en) (VF : Serge Sauvion) : Mattio, le chef de la troupe d'amuseurs
- Peter Eyre (VF : Marc Cassot) : Arthur Cecil, le pélerin
- Andre Von Gyseghem : le chancelier
- Hamilton Dyce (en) (VF : René Bériard) : l'éminence représentant du pape
- Arthur Hewlett (en) : Otto, le vieux saltimbanque
- John Welsh (en) (VF : Claude Joseph) : le prêtre
- Patsy Puttnam : Helga, la femme de Mattio
- Paul Hennen : Karl, le fils de Mattio et Helga
- David Leland (VF : Michel Gatineau) : l'officier au service du bourgmestre

## Analyse
Ce film, tourné d'après une légende ancienne, chronique d'époque avec des images en couleurs évoquant les tableaux de maîtres, est une étude de rapports sociaux dans un monde où la jeunesse et l'innocence s'opposent à la corruption, la guerre, le racisme et l'intolérance.